# Мир на Земле
«Мир на Земле́» (пол. Pokoj na Ziemi) — научно-фантастический сатирико-философский роман польского писателя Станислава Лема. Продолжение путешествий Ийона Тихого, впервые появляющегося в цикле «Звёздные дневники». В книге Лем развивает идею некросферы (некроэволюции), начатую в романе «Непобедимый».

## Сюжет
Гонка вооружений на Земле становится обременительной для всех её участников: оружие дорожает, а всё больше людей отказываются от участия в войнах. Это приводит к подписанию новой Женевской конвенции: все разработки вооружения переводятся на Луну и продолжаются без вмешательства людей. Каждая страна имеет свой сектор, в котором в течение некоторого времени искусственный интеллект моделирует вооружение, а затем производит и испытывает его. Таким образом, применение оружия и начало военных действий становится невозможным без предварительного уведомления Лунного Агентства. Становится реальностью глобальный мир.
Вскоре появляются сомнения в верности данного решения. Есть слухи о мятеже лунной системы и о возможном вторжении. Лунное Агентство принимает решение провести рекогносцировку, которая, однако, проваливается: посланные дистантники не возвращаются. Остаётся единственный вариант: отправить человека. Выбор падает на Ийона Тихого.
Исследуя Луну с помощью дистантников, Ийон обнаруживает следы массовых разрушений, сталкивается с местными видами вооружений, в результате чего теряет одного за другим всех дистантников. Последний дистантник, построенный по принципу протеевых автоматов и способный трансформироваться в объекты любого вида, позволяет ему проникнуть внутрь одной из подземных баз и сделать важное открытие: сектора разных стран, задуманные как полностью изолированные, смогли преодолеть разделительные барьеры и начали войну до полного уничтожения. Последнее, что запоминает Ийон — это странного вида пыль, покрывающая поверхность Луны. Последующие события, в том числе то, как он вернулся на корабль, становятся для него тайной, так как неизвестным способом над ним производится каллотомия.
Вследствие каллотомии сознание Ийона разделяется на две части: собственно Ийон, от лица которого ведётся повествование, контролирующий левое полушарие мозга, и Ион, контролирующий правое полушарие (и соответствующие ему конечности — левые руку и ногу). Из-за этого раскола Ийон не в состоянии предоставить полный отчёт о событиях на Луне, так как часть воспоминаний о случившемся находится в правом полушарии.
С помощью своего друга, профессора Тарантоги, Ийон после возвращения на Землю постоянно пытается установить контакт со своим альтер эго, Ионом, (сначала с помощью языка жестов, а затем с помощью азбуки Морзе). Всё это время его посещают представители различных партий и разведок, пытающиеся выяснить, действительно ли он не помнит произошедшего с ним или скрывает какие либо факты, обнаруженные на Луне. В самом конце повествования двум личностям Ийона, наконец, удаётся установить между собой связь и восстановить часть событий.
Обнаруживается, что после прерывания контакта с последним дистантником Ийон, вернувшись в своё тело на корабле, получил сигнал с Луны от самостоятельно включившегося дистантника, в результате чего совершил непредвиденное — спустился на Луну в собственном теле и вернулся обратно, непреднамеренно принеся с собой на корабль и доставив на Землю загадочную пыль. Операция каллотомии, случившаяся с ним на Луне, привела к утрате памяти об этом событии. В результате лунный искусственный интеллект выиграл время между моментом попадания пыли на Землю и временем, когда об этом стало известно человечеству.
Последующие события показали, что пыль, обнаруженная на Луне, является финальной стадией эволюции лунных вооружений, победившей в последнем военном столкновении между секторами. Будучи «механическим» аналогом земных бактерий, она после попадания на Землю продолжает то, чем занималась на Луне: активно размножается, ведёт борьбу со всеми остальными видами вооружений, уничтожает программное обеспечение и высокотехнологичные изделия промышленности. В то же время, так как на Луне отсутствовали живые противники, то ни одно живое существо не трогается и на Земле. Человечество оказывается отброшенным в самое начало механистической эры.

Собственно, положение беспрецедентное. Как после этакой негласной атомной войны, во время которой полетела вся инфраструктура. Промышленная база, связь, банки, автоматизация. Уцелели лишь простые механизмы, но ни одного человека, ни одной мухи не задето. Впрочем, нет, наверняка было множество несчастных случаев, только из-за отсутствия связи никто толком ничего не знает. Ведь и газеты давно печатаются не по мето́де Гутенберга. Редакции тоже удар хватил. Даже не все приборы в автомашинах действуют.
Оригинальный текст (пол.)Wlasciwie stan jest bez precedensu. Cos jak po takiej cichutkiej wojnie atomowej, w ktorej na rozkurz poszla cala infrastruktura. Baza przemyslowa, lacznosc, bankowosc, automatyzacja. Ocalaly tylko mechanizmy proste, ale zadnego czlowieka ani zadnej muchy nie ukrzywdzilo. Chociaz i tak nie jest. Musialo byc mnostwo wypadkow, tylko przez brak lacznosci nikt na razie nic o tym porzadnie nie wie. Przeciez i gazet od dawna nie drukuje sie podlug Gutenberga. Redakcje tez szlag trafil. Nawet nie wszystkie urzadzenia w autach dzialaja.
— С. Лем. Мир на Земле. Пер. Е. П. Вайсброта

## Структура
В главе 2-й Ийон читает книгу Dehumanization trend in weapon systems of the twenty first Century or upside-down evolution («Тенденция к обезлюживанию в системах вооружений двадцать первого века, или Эволюция вверх ногами»), приведённый текст является почти повтором фрагмента произведения Лема 1983 года из цикла «Библиотека XXI века».

## Издания и переводы романа
Роман был впервые опубликован в переводе на шведский язык под названием Fred på jorden в 1985 году издательством Brombergs, затем в переводе на немецкий под названием Frieden auf Erden издательством Insel. И только в 1987 году был опубликован на польском краковским издательством Wydawnictwo Literackie. На русском языке впервые опубликован в № 9—10 журнала «Звезда Востока» за 1988 год в переводе Константина Душенко и Игоря Левшина.